# Rolando Colla

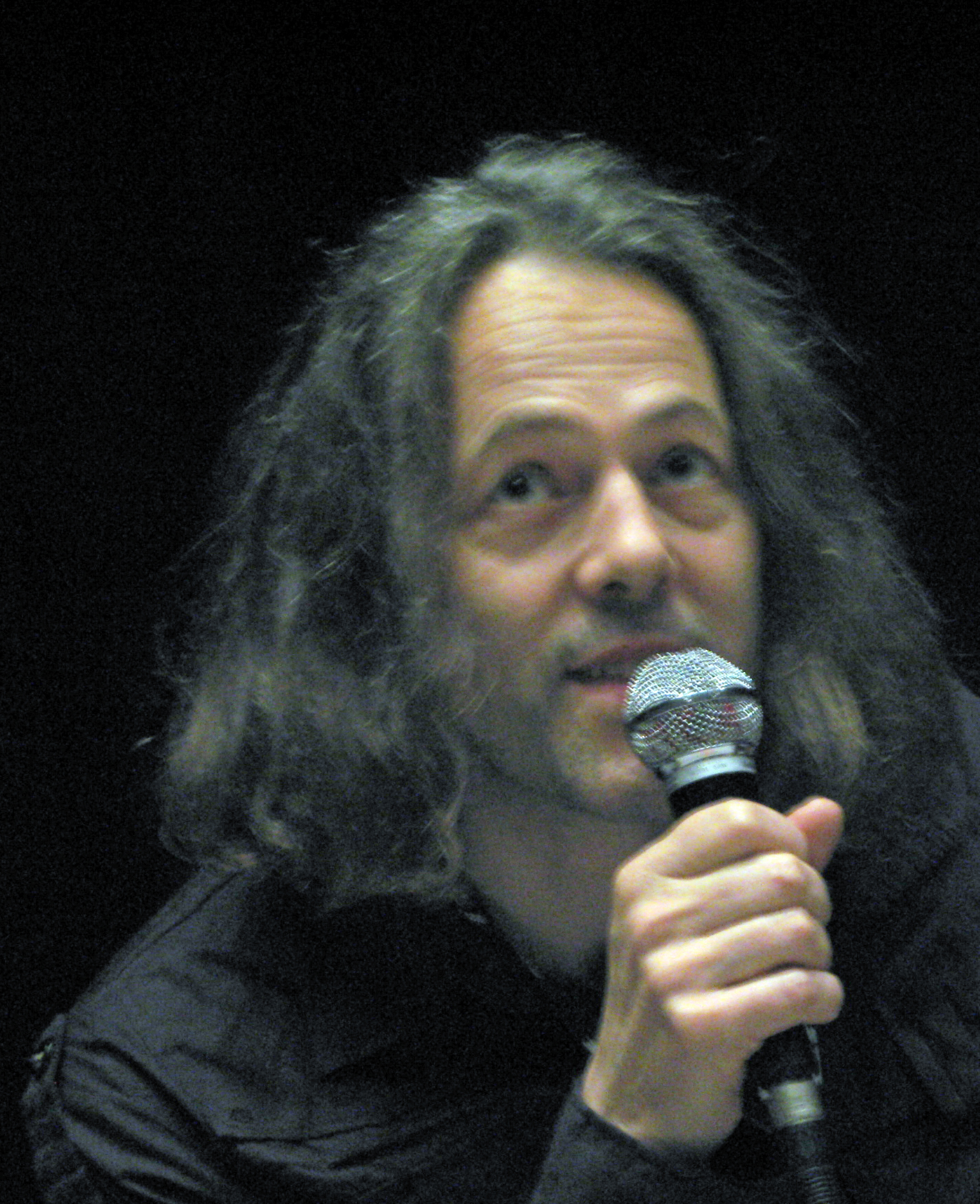
Rolando Colla (2007)

Rolando Colla (* 1957 in Schaffhausen) ist ein Schweizer Filmemacher, dessen Film Sommerspiele (Giochi d’estate, 2011) 2012 von der Schweiz als Kandidat für den Oscar in der Kategorie Bester fremdsprachiger Film vorgeschlagen, jedoch nicht nominiert wurde. Colla wurde 1957 als Sohn italienischer Einwanderer geboren und studierte an der Universität Zürich. Er begann seine Karriere als Schauspieler und Drehbuchautor für Filme seines Zwillingsbruders Fernando Colla. Colla lebt und arbeitet in Zürich.

## Auszeichnungen
- 2012: Drehbuchpreis (Fünf Seen Filmfestival) für Sommerspiele
- 2017: DACHS-Drehbuchpreis für Seven Days[3]
- 2020: Fünf Seen Filmpreis für What you don’t know about me

## Filmografie (Auswahl)
- 1978: Fiori d’autunno (Schauspieler, Drehbuchautor und Produzent)
- 1979: Onore e riposo (Dokumentarfilm, Drehbuchautor)
- 1981: L’alba (Schauspieler und Drehbuchautor)
- 1998: Le monde à l’envers (Regisseur, Drehbuchautor und Editor)
- 1999: Einspruch (Kurzfilm, Regisseur und Drehbuchautor)
- 2001: Einspruch II (Kurzfilm, Regisseur und Drehbuchautor)
- 2002: Einspruch III (Kurzfilm, Regisseur und Drehbuchautor)
- 2002: Oltre il confine (Regisseur)
- 2004: Operazione Stradivari (Fernsehfilm, Regisseur, Drehbuchautor und Editor)
- 2004: Einspruch IV (Kurzfilm, Regisseur, Drehbuchautor, Kameramann und Editor)
- 2007: Die andere Hälfte (L’autre moitié, Regisseur und Drehbuchautor)
- 2007: Einspruch V (Kurzfilm, Regisseur, Drehbuchautor und Editor)
- 2007: Las camas solas (Dokumentar-Kurzfilm, Editor)
- 2008: Marameo (Fernsehfilm, Regisseur und Drehbuchautor)
- 2009: El futuro es hoy (Dokumentar-Kurzfilm, Editor)
- 2011: Sommerspiele (Giochi d’estate, Regisseur, Drehbuchautor und Editor)
- 2012: Einspruch VI (Kurzfilm, Regisseur, Drehbuchautor und Editor)
- 2012: Das bessere Leben ist anderswo (Dokumentarfilm, Regisseur, Kameramann und Editor)
- 2015: Unter der Haut (Drehbuchautor)
- 2016: Sieben Tage voller Leidenschaft (Sette giorni) (Regisseur)
- 2020: W. – Was von der Lüge bleibt (Regie, Drehbuch, Schnitt)[4][5][6]
- 2024: Charlotte - eine von uns (Regie, Drehbuch, Schnitt)